# Trentepohlia neogama
Trentepohlia neogama är en tvåvingeart som beskrevs av Alexander 1943. Trentepohlia neogama ingår i släktet Trentepohlia och familjen småharkrankar. Inga underarter finns listade i Catalogue of Life.